# Тайкон, Роза
Роза София Ингеборг Тайкон (швед. Rosa Sofia Ingeborg Taikon; 30 июля 1926, Тибро, Швеция — 1 июля 2017, Хельсингланд, Швеция) — шведский серебряных дел мастер и общественный деятель, борец за права цыган. Лауреат премии Улофа Пальме (2013).

## Биография
Роза Тайкон родилась в 1926 году в семье шведки Агды Карлссон и цыгана Юхана Тайкона. Её младшая сестра Катарина впоследствии стала писательницей. Мать Розы умерла, когда ей было шесть лет. Вскоре отец женился снова, однако мачеха плохо относилась к детям. Роза работала с 10 лет, чтобы помочь семье.
Тайкон стала ювелиром. Она окончила Университет искусств в 1966 году. Несмотря на то, что ювелирное искусство традиционно передавалось в семье по мужской линии, Роза решила стать серебряных дел мастером после того, как был убит её брат Пауль. Тайкон опиралась на традиционное искусство цыган. Её работы представлены во многих шведских галереях и музеях, в том числе в Национальном музее Швеции. Её выставка также проходила в Музее цыганской культуры в Чехии. Она вела вечерние курсы по искусству работы с серебром в Стокгольмом университете и в Шведской школе искусств. Помимо этого, Тайкон была известна как борец за права цыган и популяризатор цыганской культуры. Она выступала на шведском радио и телевидении, писала статьи.
Тайкон была дважды замужем, оба брака закончились разводом. Детей у неё не было. Она скончалась в 2017 году на 91 году жизни.

## Награды
- Иллис кворум (2010)[3]
- Премия Улофа Пальме (2013)[4]
- Почётный доктор Университета Сёдертёрна (2014)[4]